# Таваккул
Таваккул — один из представителей аристократии мангытов конца XV — начала XVI веков. Сын Тимура, внук Мансура и правнук Едигея, беклярбек Большой Орды при сыновьях хана Ахмата.

## Биография
Его деятельность относится к периоду угасания улуса Джучи, когда борьбу за власть вели наследники хана Ахмата Муртаза, Сайид-Ахмад и Шейх-Ахмад. Его отец был беклярбеком при начале правления детей Ахмата. Но после смерти Тимура до марта 1486 беклярбеками стали двоюродные братья Таваккула, сыновья его дяди: Джанкувват занял место Тимура при Сайид-Ахмаде, а Хаджике, при Шейх-Ахмете. Джанкувват после 1490 не упоминается в источниках, а Хаджике в 1494 г. неудачно поддержал Муртазу в его попытке сместить Шейх-Ахмета. После возвращения Шейх-Ахмета к власти, беклярбеком стал Таваккул.
Таваккул пытался сохранить развалившееся государство, объединить детей Ахмата. Основным врагом он считал крымского хана Менгли-Гирея, хотя и был женат на его сестре. В 1500 по его инициативе был восстановлен союз Большой Орды с Литвой. Около 1501—1502 Шейх-Ахмет и Таваккул пытались изменить внешнюю политику, они предлагали союз Москве, направленные против Крыма, обещая взамен разрыв связи с Литвой, но Иван III отверг эти предложения. В условиях неудач произошел разрыв между ханом и беклярбеком. Затем последовал разгром Менгли-Гиреем в 1502 году центрального улуса, после чего крымский хан даже формально объявил себя преемником Джучи.
Таваккул после небольшого периода скитаний по степи в 1503 году обосновался в Крыму. Менгли-Гирей принял его хорошо, чему видимо способствовала жена Менгли-Гирея — Нур-Султан, сестра Таваккула. Судя по всему он и при крымском хане стал беклярбеком. При этом он правил обитавшими в Крыму мангытами, которых было не так много, но с присоединением к Крыму степей нижнего Днепра — он получил власть над этим улусом, которым владел ещё его отец, и куда собирались рассеянные ранее мангыты. Роль этого племени в Крымском ханстве с присоединением этих земель существенно усилилась. Таваккул активно занимался внешней политикой в частности улучшением крымско-литовских отношений, используя свои старые связи.